# Guillermo I de Provenza
Guillermo I de Provenza, llamado El Liberador (del francés: Guillaume I.er le Libérateur) (c. 950 - Aviñón, después del 29 de agosto del 993), fue sucesivamente conde de Aviñón (962), conde de Provenza (972), marqués de la Provenza arlesiana (979) y príncipe de toda la Provenza (991). Hijo de Bosón II de Arlés, Conde de Arlés, y Constanza de Provenza.
En razón de un tío llamado Guillermo, se le denomina en ocasiones Guillermo II de Provenza.

## Biografía

### Primeros años
Guillermo y su hermano mayor Rotbold suceden a su padre Bosón y a su tío llamado también Guillermo entre 962 y 966. El condado de Provenza les pertenece en división, convirtiéndose Guillermo en conde de Aviñón y Rotbold en conde de Arlés siguiendo la división establecida en la generación precedente entre su padre y su tío. Entre el 968 y abril del 970, se casa con Arsinda de Cominges, hija de Arnaud, conde de Cominges y de Arsinda de Carcasona. Si bien Arsinda, su primera esposa, ha sido a veces confundida con Adelaida, la segunda, de forma que sólo tuviera una esposa; la controversia está hoy en día terminada. De esta primera unión nacerán:
- Odile de Provenza (c. 976 - c. 1032). También llamada Odile de Niza
- Guillermo II de Provenza (c. 981 - antes del 30 de mayo del 1018).

### La liberación de la Provenza y sus consecuencias
Tras la destitución del abad Mayol de Cluny en julio del 972 por las hordas de sarracenos instaladas en el Macizo de los Moros desde el final del siglo IX, Guillermo y su hermano Rotbold se colocan a la cabeza de las huestes provenzales reforzadas por las tropas de Arduin Glaber, marqués de Turín. Se enfrentan a los moros (algunas centenas de hombre como máximo), a los que vencen en la Batalla de Tourtour en el 973 y después expulsan de la Provenza. Esta campaña militar contra los sarracenos conducida sin las tropas de Conrado III de Borgoña, esconde una actualización de la Provenza, la aristocracia local y las comunidades urbanas y agrícolas que hasta entonces no habían aceptado la transferencia feudal y el poder condal. Permite a Guillermo obtener la soberanía de facto de la Provenza y, con el consentimiento real, controlar sus arcas. Distribuye las tierras reconquistadas entre sus vasallos, arbitra las diferencias y crea así el feudalismo provenzal. Junto con Isarn, obispo de Grenoble, emprende la repoblación del Delfinado y autoriza a un conde italiano llamado Ugo Blavia a instalarse cerca de Fréjus al comienzo de los años 970 para cultivar de nuevo las tierras.

### Gobierno y nuevo nombramiento
Como su padre Bosón, Guillermo se hace aconsejar por un vizconde que desde el 977 le acompaña en todos sus desplazamientos y se apoya en un grupo importante de jueces para aplicar la justicia. Nombrado Marqués de Provenza en el 979, se instala en Arlés a comienzo de los años 980. Tras la muerte de su primera esposa Arsinda de Cominges, se casa en el 984 en esta ciudad, contra el consejo del papa, con Adelaida de Anjou, que acaba de separarse de su esposo, el futuro Luis V de Francia. La pareja tendrá tres hijas:
- Constanza de Arlés (986-1032). Reina de Francia por su matrimonio con Roberto II hacia el año 1000.
- Ermengarda de Arlés, cuya paternidad está más discutida. Casada con Roberto I de Auvernia.
- Toda de Provenza (fallecida en el 1052). De paternidad también discutida. Casada en el 992 con Bernardo I de Besalú.

Por todo esto, es un personaje importante de las crónicas de Rodolfus Glaber, que le trata como duque, y aparece en una carta del 992 con el apelativo de pater patriæ.

### Fin de su vida
Hacia el final de su vida Guillermo se vuelve muy piadoso y restituye numerosos bienes a la Iglesia. Ya en el 991, a la demanda del obispo de Fréjus, Riculfo, que implora en Arlés al príncipe la restitución de los antiguos dominios del obispado, Guillermo no sólo accede a esta petición sino que le entrega además la mitad de Fréjus y el pueblo de Puget. En el 992, otorga igualmente importantes dominios en La Camarga al monasterio de San Juan de Arlés. En el 993, sintiéndose morir en la ciudad de Aviñón, de donde ha sido conde, toma el hábito de monje y hace llamar al abad Mayol para atender su alma. Realiza restituciones y donaciones a la Abadía de Cluny, y es rodeado por multitud de sus súbditos que Guillermo de Provenza pasa de la vida a la muerte en esta ciudad poco después del 29 de agosto del 993. Antes de morir, había expresado su voluntad de ser inhumado en Sarrians, cerca de Carpentras en el convento en construcción en la villa donada a la abadía borgoñesa.